# 生神女就寝大聖堂 (ヘルシンキ)
座標: 北緯60度10分06秒 東経024度57分36秒 / 北緯60.16833度 東経24.96000度

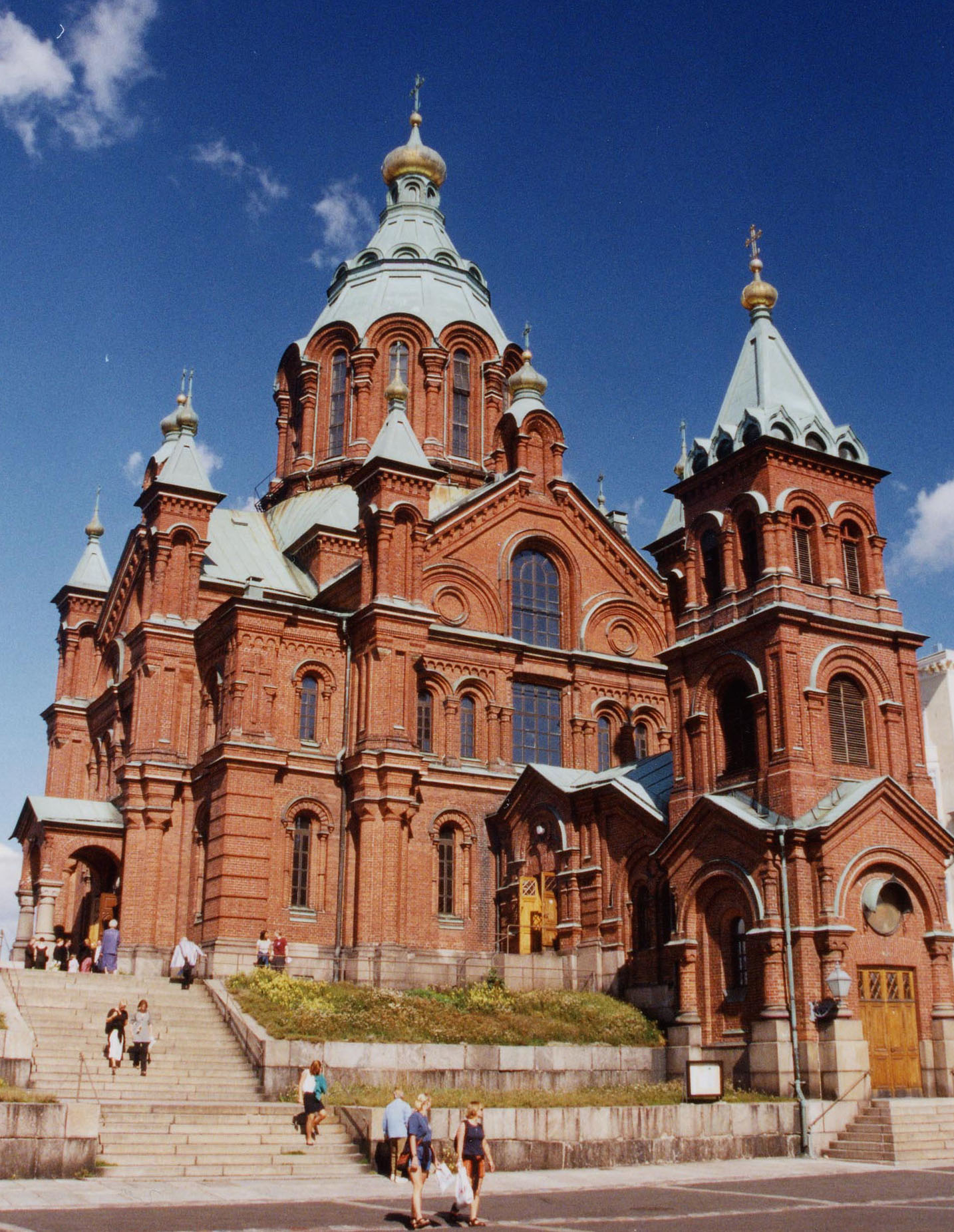
生神女就寝大聖堂

生神女就寝大聖堂（しょうしんじょしゅうしんだいせいどう、フィンランド語: Uspenskin katedraali）は、ヘルシンキに所在する正教会の大聖堂。至聖生神女の就寝を記憶している。ロシア帝国の建築家、アレクセイ・ゴルノスターエフの設計により1862年から1868年にかけて、ヘルシンキ市街を一望できるカタヤノッカ半島の丘陵地に建立された。
ロシア語風にウスペンスキー大聖堂、ウスペンスキ寺院と呼ばれることもある。
建設当時フィンランドの君主であったロシア皇帝アレクサンドル2世を祝福する記念銘板が大聖堂の背中に置かれている。フィンランド正教会ヘルシンキ教区の主要な大聖堂である。
聖堂の地下には、第2次世界大戦中にソ連軍の空爆からの避難所として、地元の消防団が掘削した防空壕が残っている。現在では内部の温度変化が少ないことに注目した電力会社が数百台のサーバを設置し、その熱を周辺地域の温水暖房に利用している

## ギャラリー

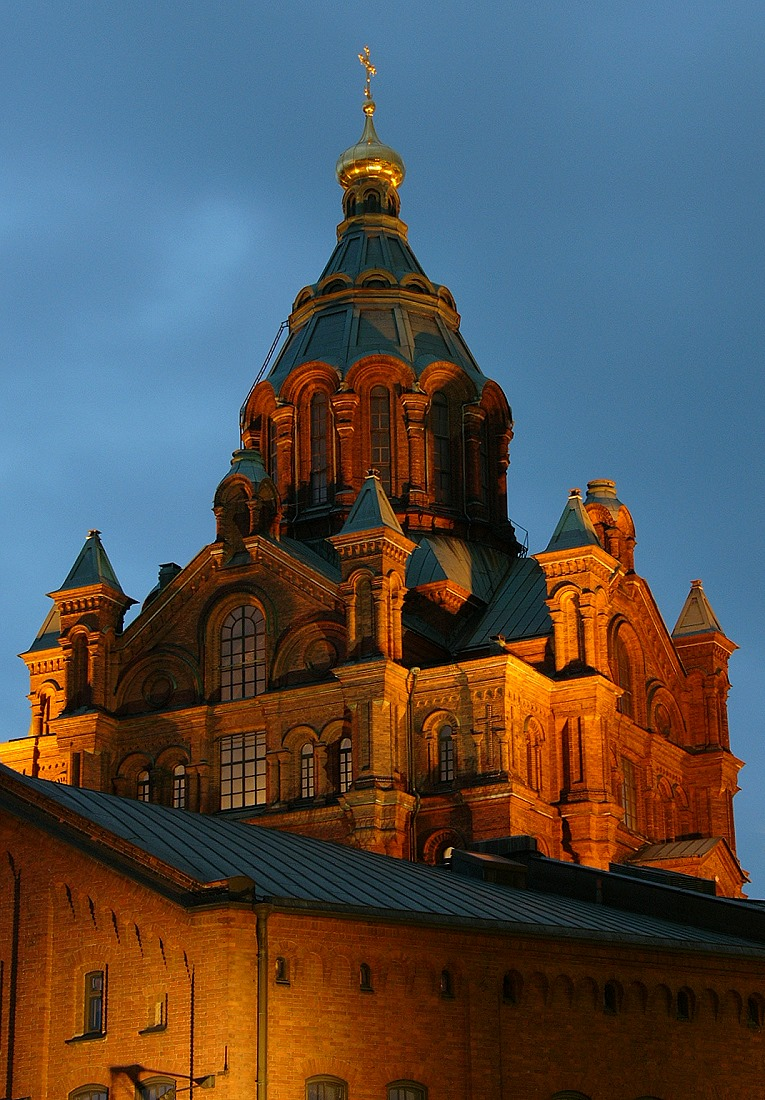
黄昏時の大聖堂
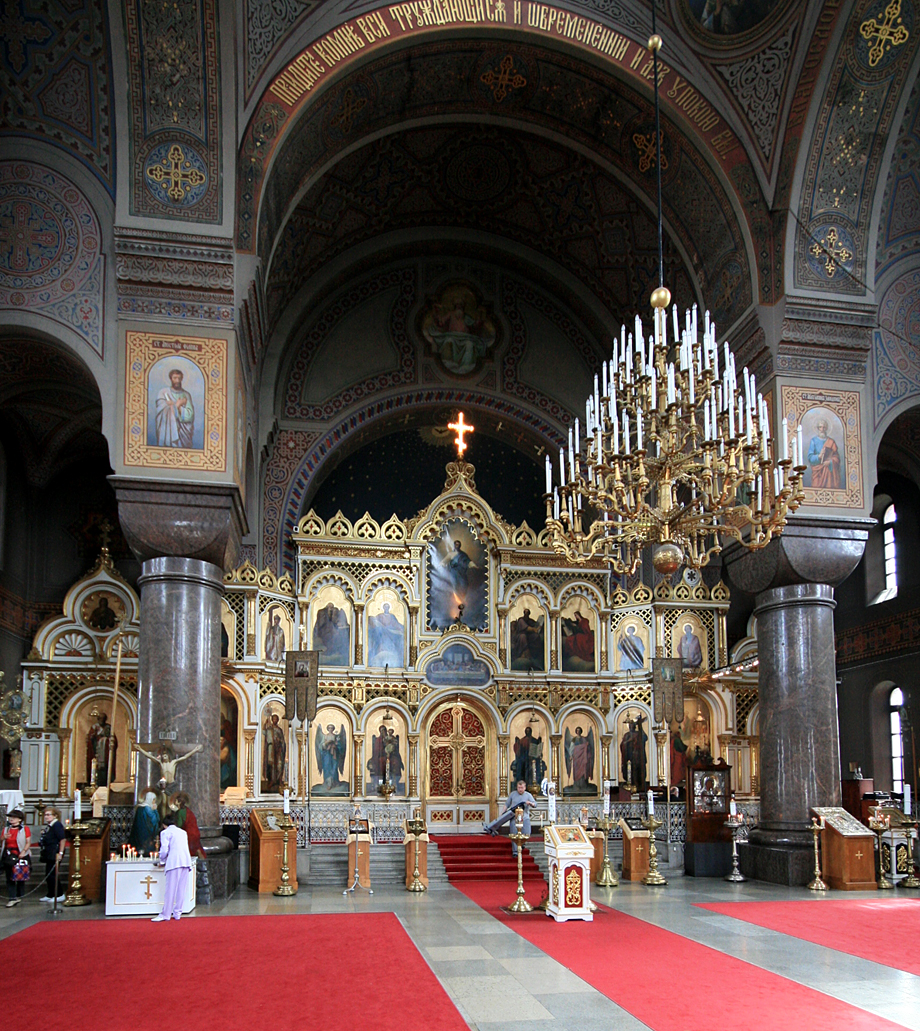
内観。イコノスタシスが見える。
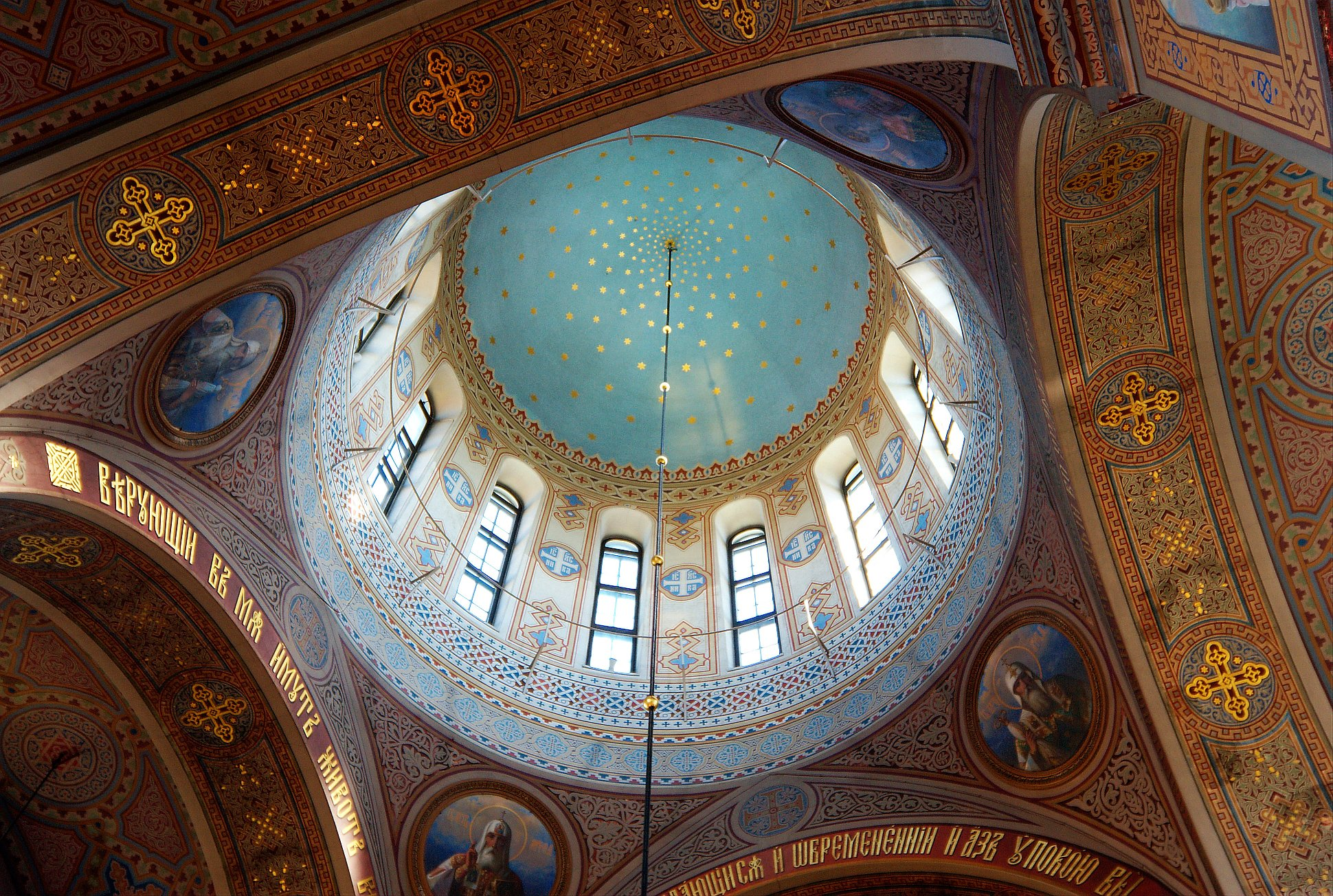
ドーム内観。
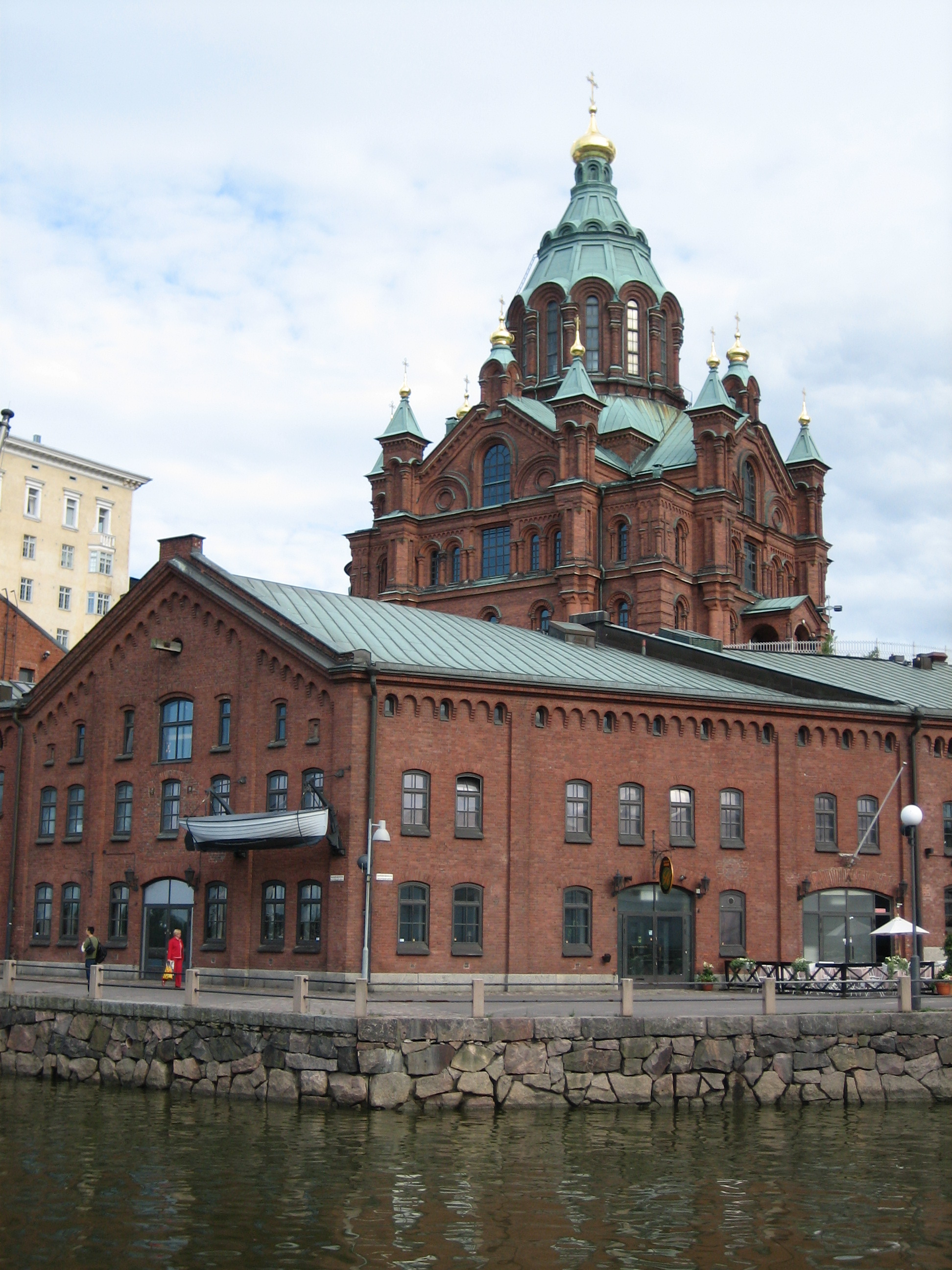
別の角度から